# Zurn Peak
Zurn Peak är en bergstopp i Antarktis. Den ligger i Västantarktis. Inget land gör anspråk på området. Toppen på Zurn Peak är 1 515 meter över havet.
Terrängen runt Zurn Peak är varierad. Trakten är obefolkad. Det finns inga samhällen i närheten.